# 市场报
《市场报》是人民日报社的第一份子报，中华人民共和国改革开放后的第一份经济类报纸，第一家彩色印刷的报纸。中共中央书记处批准于1979年10月1日创刊，报社办公地点在人民日报社大院。2009年3月30日，因经营困境正式停刊，改换为《中国能源报》。
发行初期，即在北京、上海销售，影响巨大，最高销量达到85万份左右。《市场报》认为广告是提供信息的另一种形式，勇于先行地利用报纸刊登广告，逐步利用1/3至1/2的版面做广告，广告占版率在当时的报纸中相当突出。
1990年代，报纸销量下降至20多万份，2005年下降加剧，后不到10万份。2008年春，《中国汽车报》社长李庆文同时担任《市场报》社长，此时，报社账面仅余几万元资金。人民日报社编委会决定进行研全面改革。同意实行社长李庆文彻底结束《市场报》的方案。